# Festival d'Enceses del Bestiari de Catalunya
El Festival d'Enceses del Bestiari de Catalunya és una concurs que es realitza en el marc de la festa major d'Artesa de Lleida.
El festival consisteix en un total de tres enceses del bestiari de foc participant. Una encesa es fa amb el ball protocol·lari i propi de la bèstia i la música de la colla, una altra dinamitza la figura de foc a fi de cremar de manera ràpida i lluïda, i l'ultima encesa és amb la música de la banda que acompanya el Festival d'Enceses. Addicionalment es realitza una encesa final conjunta amb totes les colles participants. El total de bèsties de foc participants són cinc a més de l'amfitrió, el Griu d'Artesa de Lleida, sense dret a concursar.

## Bestiari de foc
| Edició | Any  | Guanyador                        |
| ------ | ---- | -------------------------------- |
| I      | 2009 | Drac de Montblanc                |
| II     | 2010 | Drac de Valls                    |
| III    | 2011 | Drac de Llorenç                  |
| IV     | 2012 | Drac de la Geltrú                |
| V      | 2013 | Badalot de l'Arboç               |
| VI     | 2014 | Drac de Bellvei                  |
| VII    | 2015 | Hydracus de Jesús                |
| VIII   | 2016 | Mamut Venux                      |
| IX     | 2017 | Grafus de Tortosa                |
| X      | 2018 | Drac de Santa Margarida          |
| XI     | 2019 | Griu de Tarragona                |
| XII    | 2020 | [edició virtual]                 |
|        | 2021 | [no es va celebrar]              |
| XIII   | 2022 | Drac d'Olivella                  |
| XIV    | 2023 | Bou Brufat de Santpedor          |
| XV     | 2024 | Corb Borni de Llinars del Vallés |